# Heinrich Justus König
Heinrich Justus König, auch Koenig (* 1862 in Elberfeld; † 1936 in Düsseldorf), war ein deutscher Historien-, Tier- und Landschaftsmaler der Düsseldorfer Schule.

## Leben

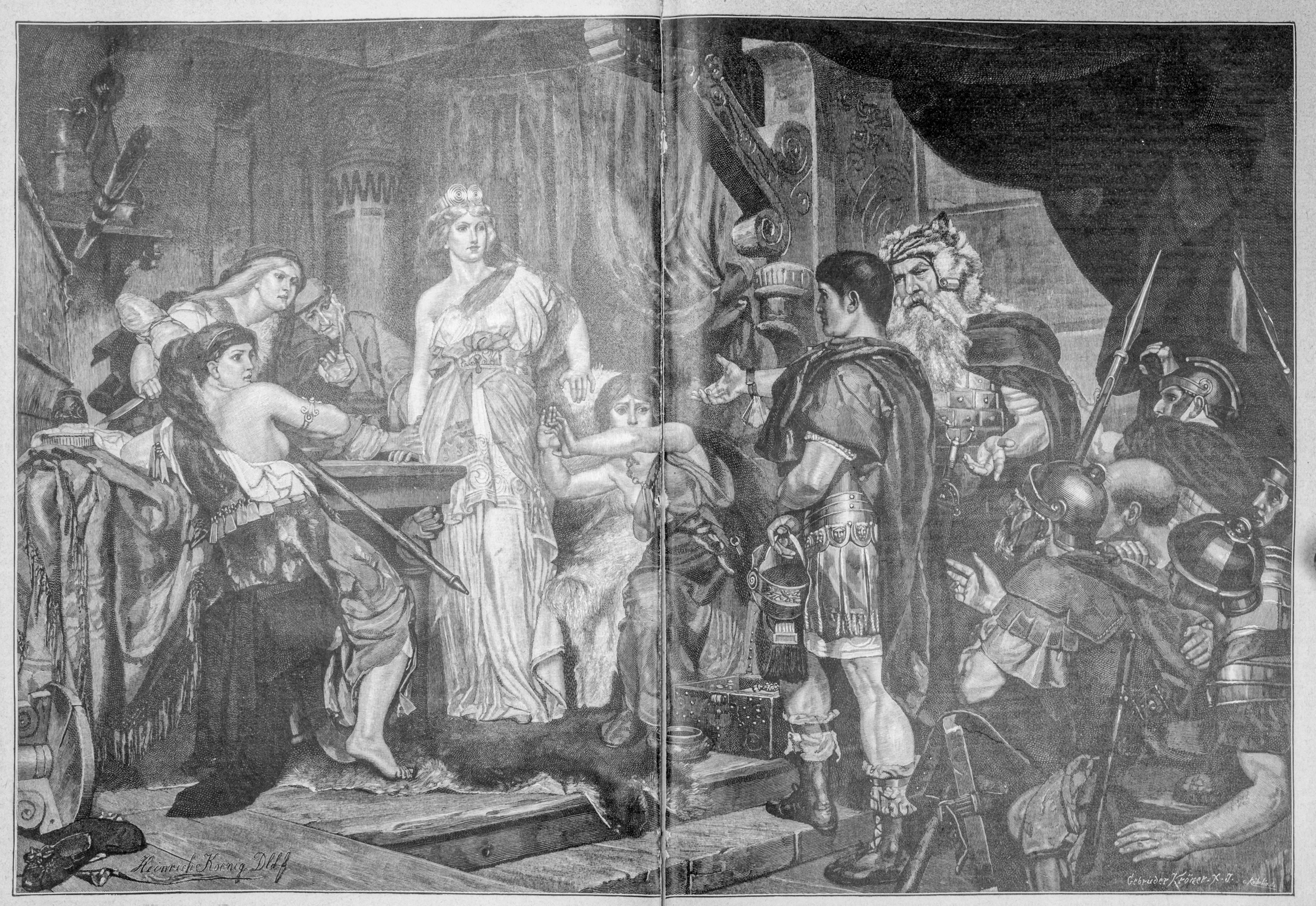
Gefangennahme Thusneldas durch Germanicus, Illustration in der Zeitschrift Die Gartenlaube (1889) nach einem Gemälde von Heinrich König

König studierte im Schuljahr 1881/1882 in der Elementarklasse der Kunstakademie Düsseldorf bei Heinrich Lauenstein. In den Jahren von 1884 bis 1888 war er Privatschüler von Albert Baur dem Älteren. Von 1891 bis 1894 war er in Paris tätig, anschließend wieder in Düsseldorf, wo er dem Künstlerverein Malkasten angehörte.